# 미디어 몰큘

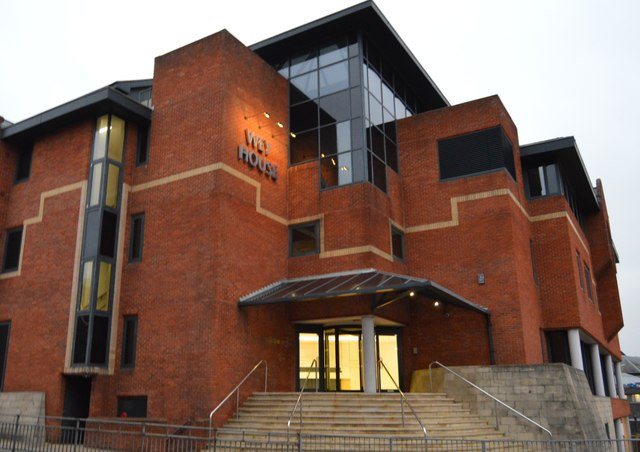

미디어 몰큘(Media Molecule)은 영국의 비디오 게임 개발 회사이다. 2006년 1월 4일에 설립되었다. 잉글랜드의 길퍼드를 거점으로 하고있다. 2010년 3월 2일, SCE 월드와이드 스튜디오에 매입되었다.

## 게임
- 리틀빅플래닛
- 리틀빅플래닛 2
- 리틀빅플래닛 3
- 드림즈 유니버스